# Mbalax
Genres dérivés
Marimbalax
Genres associés
Marimbalax
Le mbalax ou mbalakh (terme d'origine wolof) est un rythme musical sénégalais. C'est une musique populaire au Sénégal, fondé sur les percussions dont le tama et le sabar.
La musique dérive de la tradition musicale religieuse sérère de njuup et des rites sacrés du ndut,,.

## Description
Le mbalax est un type de musique dont la technique provient en partie de la tradition de la musique religieuse et conservatrice sérère de njuup, originaire du rite ndut,,, qui s'est développé au Sénégal. C'est un style très populaire et constitue la musique la plus écoutée au Sénégal et en Gambie. C'est un style très populaire et constitue la musique la plus écoutée dans ces pays.

## Artistes
- Youssou N'Dour
- Thione Seck
- Wally Seck (chanteur)
- Omar Pène et Super Diamono
- Lemzo Diamono
- Alioune Mbaye Nder
- Viviane N'Dour
- Coumba Gawlo
- Fatou Guewël
- Aminata Fall
- Fatou Laobé
- Kiné Lam Mame Bamba
- Zale Seck
- Assane Ndiaye
- Mbaye Dieye Faye
- Pape Diouf
- Moussa Traoré
- Titi Camara
- Ndongo Lô
- Souleymane Diaye